# پروداشیتسه
پروداشیتسه (به لاتین: Prodašice) یک منطقهٔ مسکونی در جمهوری چک است که در ناحیه ملادا بولسلاو واقع شده‌است.